# 強化
行動主義心理学における強化（きょうか、reinforcement）
とは、条件づけの学習の際に、刺激と反応を結びつける手段または、それによって結びつきが強まる働きのことである。
広義には報酬、罰などの強化子 (reinforcer) のこともさす。基本的には古典的条件付けにおける無条件刺激を提示する手続きまたは、報酬を与える手続きあるいは手続きによって被験個体のおかれている状況や特定の反応との結合が強まることをさす。個体の生存に直接関係し生得的である一次性強化子と経験を通じて習得される二次性強化子に分類される。

## オペラント条件づけ
|          |          |          |          |          |          |      |      |          |          |          |          | オペラント条件づけ | オペラント条件づけ | オペラント条件づけ | オペラント条件づけ | オペラント条件づけ | オペラント条件づけ |          |          |          |          |      |      |          |          | 消去     | 消去     | 消去     | 消去     | 消去 | 消去 |  |  |  |  |  |  |  |  |
|          |          |          |          |          |          |      |      |          |          |          |          | オペラント条件づけ | オペラント条件づけ | オペラント条件づけ | オペラント条件づけ | オペラント条件づけ | オペラント条件づけ |          |          |          |          |      |      |          |          | 消去     | 消去     | 消去     | 消去     | 消去 | 消去 |  |  |  |  |  |  |  |  |
|          |          |          |          |          |          |      |      |          |          |          |          |                    |                    |                    |                    |                    |                    |          |          |          |          |      |      |          |          |          |          |          |          |      |      |  |  |  |  |  |  |  |  |
|          |          |          |          | 強化     | 強化     | 強化 | 強化 | 強化     | 強化     |          |          |                    |                    |                    |                    |                    |                    | 弱化     | 弱化     | 弱化     | 弱化     | 弱化 | 弱化 |          |          |          |          |          |          |      |      |  |  |  |  |  |  |  |  |
|          |          |          |          | 強化     | 強化     | 強化 | 強化 | 強化     | 強化     |          |          |                    |                    |                    |                    |                    |                    | 弱化     | 弱化     | 弱化     | 弱化     | 弱化 | 弱化 |          |          |          |          |          |          |      |      |  |  |  |  |  |  |  |  |
|          |          |          |          |          |          |      |      |          |          |          |          |                    |                    |                    |                    |                    |                    |          |          |          |          |      |      |          |          |          |          |          |          |      |      |  |  |  |  |  |  |  |  |
| 正の強化 | 正の強化 | 正の強化 | 正の強化 | 正の強化 | 正の強化 |      |      | 負の強化 | 負の強化 | 負の強化 | 負の強化 | 負の強化           | 負の強化           |                    |                    | 正の弱化           | 正の弱化           | 正の弱化 | 正の弱化 | 正の弱化 | 正の弱化 |      |      | 負の弱化 | 負の弱化 | 負の弱化 | 負の弱化 | 負の弱化 | 負の弱化 |      |      |  |  |  |  |  |  |  |  |
| 正の強化 | 正の強化 | 正の強化 | 正の強化 | 正の強化 | 正の強化 |      |      | 負の強化 | 負の強化 | 負の強化 | 負の強化 | 負の強化           | 負の強化           |                    |                    | 正の弱化           | 正の弱化           | 正の弱化 | 正の弱化 | 正の弱化 | 正の弱化 |      |      | 負の弱化 | 負の弱化 | 負の弱化 | 負の弱化 | 負の弱化 | 負の弱化 |      |      |  |  |  |  |  |  |  |  |
|          |          |          |          |          |          |      |      |          |          |          |          |                    |                    |                    |                    |                    |                    |          |          |          |          |      |      |          |          |          |          |          |          |      |      |  |  |  |  |  |  |  |  |
|          |          |          |          | 逃避     | 逃避     | 逃避 | 逃避 | 逃避     | 逃避     |          |          | 回避               | 回避               | 回避               | 回避               | 回避               | 回避               |          |          |          |          |      |      |          |          |          |          |          |          |      |      |  |  |  |  |  |  |  |  |

オペラント条件づけ（operant conditioning）とは、バラス・スキナーによって導入された経験的パラダイムであり、これは動物が環境に基づいて自由に操作できるという理論である。このパラダイムにおいては、実験者は求める反応を自主的には引き起こすことができない。実験者は、対象から放出される応答が起こるのを待って、それに対して強化子ポテンシャルを送達する。一方で古典的条件づけパラダイムにおいては、実験者が望む反応を引き出すために、反射を誘発する刺激を送信しており、「無条件刺激」（UCS）、「条件付刺激」（CS）などがある。
「強化」はオペラント条件づけにおける基本用語である。対となる用語には「弱化」がある。

### 正の強化
正の強化（Positive reinforcement）は、好ましい事象・刺激が行動の結果として提示され、それによって、その行動が増加する場合に起こる:253。正の強化子は、動物がそれを獲得するために働く刺激事象である。 言葉および物理的報酬は、非常に効果のある正の強化子である。
- 例：企業はインセンティブ・プログラムを実施し、従業員は販売された品目の数に応じて賞を獲得するとする。従業員が受け取った賞は、これにより売上が増加した場合は正の強化子とみなされる。

### 負の強化
負の強化（Negative reinforcement）は、嫌悪的な事象・刺激が除去されたり、起こらないようにすることを目的として、その行動の頻度が増加している場合に起こる:253。負の強化子は、生物が断念、脱出、先送りをするために働く刺激事象である。正の強化子とは対照的で、口頭や物理的な罰であっても負の強化となりえる 
- 例：ある従業員が金曜日までに割り当てられた作業を完了すると、土曜日は休暇を取ることができるというルールがあるとする。土曜日に労働することは負の強化子であり、負の強化子の使用を避けようとするので、従業員の生産性が向上する。

### 強化と弱化
強化は行動を増やすのに役立ち、弱化は行動を減らす働きをする。したがって、正の強化子は、動物が達成するために働く刺激物であり、負の強化子は、動物が回避または終了するように働く刺激物である。違いを以下の表に示す。
|           | 報酬的（楽しい） 刺激              | 嫌悪（不快な）刺激                 |
| --------- | ---------------------------------- | ---------------------------------- |
| 追加/実行 | 正の強化（Positive Reinforcement） | 正の弱化（Positive Punishment）    |
| 除去/撤退 | 負の弱化（Negative Punishment）    | 負の強化（Negative Reinforcement） |